# 林廷泽
林廷泽（1935年2月3日—），出生于马来西亚柔佛州居銮，居銮中华中学（銮中）第十四任校长（1997年1月至2月），也是该校史上任期最短的校长。在任校长前，他是陈诗圣掌校时期的副校长。

## 早年生平
林廷泽在1935年2月3日出生于英属马来亚柔佛州居銮。曾就读居銮中华中学，1952年初中第三届毕业校友。1958年至1961年于国立台湾师范大学教育系毕业。

## 教师生涯
1966年，林廷泽到銮中服务，在此前他曾在香港任教。之后，林廷泽成为华文和历史科教师。1975年至1977年担任教务处主任。
1981年陈诗圣成为校长后，林廷泽开始担任副校长兼教务处主任，他主要负责校务，而陈诗圣则负责对外。林廷泽是位学者型的老师，也被认为是陈诗圣时代的一个标杆人物。
1997年，随着陈诗圣荣休，林廷泽出任校长。同年2月，他基于健康问题而向董事部请辞校长一职，董事会随后委任副校长房良通出任代校长直至1998年升正。

## 参与社团
1977年，林廷泽加入居銮中华学校校友会，历任理事、文书和副主席。此外，他也曾担任居銮留台同学会会长和居銮海南会馆理事。

## 退休后
2009年4月23日，居銮文艺协会第八届（2009至2010年）在津津酒家举行宣誓就职仪式，由会务顾问林廷泽负责主持监誓。
他为2014年5月出版的居銮文艺协会文学季刊《銮风》题字。
2019年，林廷泽成为马海南联青全国挥春比赛居銮区的评判。